# Franciszek Antoni Rokicki
Franciszek Antoni Rokicki herbu Rawicz – regent kancelarii mniejszej Wielkiego Księstwa Litewskiego w 1757 roku, wojski oszmiański w latach 1750-1759, koniuszy oszmiański w latach 1744-1750, strażnik oszmiański w latach 1732-1744.
Poseł na sejm 1752 roku z powiatu rzeczyckiego.